# Sugeree Indijanci
Sugeree (Sagaree, Sataree, Suturee, Sugau, Sugan, Sagan), pleme Siouan Indijanaca sa Sugar Creek u okrugu York u Južnoj Karolini i susjednom području Sjeverne Karoline, okrug Mecklenburg. Iz jezika ovog plemena nije poznata nijedna riječ no dovode se u vezu s porodicom Siouan preko njihove srodnosti s Catawba, i napose Shakori Indijancima. Značenje njihovog imena također nije točno utvrđena, a prema Specku (1935.) dolazi možda iz Catawba  'yensi'grihere' , u značenju "people stingy," ili "spoiled," ili "of the river whose-water-cannot-be-drunk." Populacija također nije poznata osim da, po Mooneyu, kolektivno s ostalim Catawba plemenima populacija iznosi oko 5,000. Većina ih stradava za vrijeme Yamasee rata (1715.), nakon čega su se njihovi ostaci pomiješali s Catawbama. Nestali su, a njihovo ime očuvano je danas u imenu potoka Sugar Creek, jedne pritoke Catawbe. 

## Vanjske poveznice
- Sugeree Indian Tribe History
- South Carolina – Indians, Native Americans – Sugeree